# W19 (核砲彈)
W19，亦稱Katie，是美國核火砲的其中一種砲彈，源自早期的W9砲彈。W19是由特製的11英吋(280 mm)榴彈砲發射。它自1955年開始服役，1963年退役。

## 規格
W19的直徑為11英吋(280mm)，54英吋(140cm)長，重600磅(270kg)。爆炸當量為15-20千噸。W19和W9一樣，它們都是槍式核分裂武器。

## 變種型號

### W23
W19核系統被改裝成可在美國海軍的16英吋Mk 7型50倍徑16英吋艦炮(如艾奧瓦級戰艦)上使用，衍生了W23。W23自1956年開始生產，1962年退役，合共生產了50枚砲彈。
W23直徑為16英吋(406mm)，長64英吋(160cm)，重量為1,500磅或1,900磅(680kg或860kg)。它的爆炸當量和W19一樣，都是15-20千噸。

## 外部連結
- Allbombs.html webpage listing all US nuclear weapons, at nuclearweaponarchive.org